# Langanesbyggð
Langanesbyggð (kiejtése: ˈlauŋkaˌnɛsˌpɪɣθ) önkormányzat Izland Északkeleti régiójában, amely 2006-ban jött létre Þórshafnarhreppur és Skeggjastaðahreppur egyesülésével.
2021-ben tárgyalásokat kezdeményeztek Langanesbyggð és Svalbarðshreppur összevonásáról.

## Fordítás
- Ez a szócikk részben vagy egészben  a   Langanesbyggð című izlandi Wikipédia-szócikk ezen változatának fordításán alapul.  Az eredeti cikk szerkesztőit annak laptörténete sorolja fel. Ez a jelzés csupán a megfogalmazás eredetét és a szerzői jogokat jelzi, nem szolgál a cikkben szereplő információk forrásmegjelöléseként.